# Pilea commanae
Pilea commanae är en nässelväxtart som beskrevs av Ellsworth Paine Killip. Pilea commanae ingår i släktet pileor, och familjen nässelväxter. Inga underarter finns listade i Catalogue of Life.